# باتريك سوندستروم
باتريك سوندستروم (بالسويدية: Patrik Sundström)‏ هو لاعب كرة قدم سويدي في مركز الوسط، ولد في 12 أغسطس 1970. لعب مع نادي مالمو.